# Горно Шел
 Тази статия е за селото в Гърция.  За селото в България вижте Горно село.  За селото в Северна Македония вижте Горно село (община Долнени).
Горно Шел или понякога книжовно Горно село (на гръцки: Άνω Βέρμιο, Ано Вермио, катаревуса: Άνω Βέρμιον, Ано Вермион, до 1926 година Άνω Σέλι, Ано Сели, на арумънски: Selia de Sus, Селия де Сус) е село в Република Гърция, област Централна Македония, дем Негуш. В селото е разположен ски центърът Шел (Сели).

## География
Селото е разположено високо в източните части на планината Каракамен (Негуш планина или Дурла, на гръцки Вермио), на 20 km югозападно от демовия център Негуш (Науса) и на 24 km северозападно от град Бер (Верия). Над селото е разположен ски центърът Шел (Сели).

## История

### В Османската империя
Към края на XVIII век Село (Горно и Долно) има 800 семейства. Според гръцки източници селото е гръцкоговорещо.
Българското Горно село заедно със съседното Долно село (Долно Шел) е унищожено по време на Негушкото въстание в 1822 година. Населението бяга в Източна Македония. По-късно селото е възстановено в 1826 – 1835 година от власи пастири, заселници предимно от Авдела и в по-малка степен от Самарина. Александър Синве („Les Grecs de l’Empire Ottoman. Etude Statistique et Ethnographique“) в 1878 година пише, че в Селио (Sellio), Берска епархия, живеят 200 гърци. В книгата си „Аромъне“, издадена в 1894 година, Вайганд определя Селя като фаршеротско влашко село с 200 фамилии. Според него „Аромѫнското население изъ селата, вслѣдствие енергическото застѫпвание на ханджията Гога отъ Вериа, е въодушевено отъ националната идеа, а аромѫнетѣ отъ града се числятъ къмъ гръцката партия.““
В 1900 година според Васил Кънчов („Македония. Етнография и статистика“) в Горно Шел (Друго Селя) живеят 1200 власи християни. Същите данни дава и секретарят на Българската екзархия Димитър Мишев („La Macédoine et sa Population Chrétienne“), според когото в 1905 година в Долно Шел (Друго Селя) има 1200 власи. В 1906 година според Патриаршеската статистика в селото има 100 патриаршистки семейства власи.
В 1910 година в Горно Шел (Άνω Σέλι) има 1100 жители патриаршисти.
При преброяването в 1912 година селото е отбелязано с език влашки и религия християнска.

### В Гърция
През Балканската война в 1912 година в селото влизат гръцки части и след Междусъюзническата в 1913 година Горно Шел остава в Гърция. Данните от гръцките преброявания показват големи вариации, тъй като част от тях са правени през зимата, когато власите зимуват в полето. Така например преброяването от 1913 година показва 1430 жители, а това от 19 декември 1920 година – 15. През 20-те години населението започва да мигрира към градските центрове.
В 1926 година името на селото е сменено на Ано Вермион, но Ано Сели продължава да е по-често използваната форма, включително в официални документи.
На 23 октомври 1941 година германските окупационни войски опожаряват селото заедно с кайлярското Кърмища, от другата страна на билото на Каракамен.
По време на Гражданската война, през пролетта на 1947 година, жителите на селото са насилствено изселени от властите.
След Гражданската война на землището на селото и на това на Долно Шел е създаден ски центърът Шел (Сели).
В 1987 година Спирос Лукатос посочва „език на жителите влашки“ (γλώσσα κατοίκων βλαχική).
| Година    | 1913 | 1920 | 1928 | 1940 | 1951 | 1961 | 1971 | 1981 | 1991 | 2001 | 2011 | 2021 |
| --------- | ---- | ---- | ---- | ---- | ---- | ---- | ---- | ---- | ---- | ---- | ---- | ---- |
| Население | 1430 | 15   | 83   | 411  |      |      |      |      |      | 81   | 43   | 18   |

## Личности

### Родени в Горно Шел
- Йоанис Димитриу Гюлекас (Ιωάννης Γκιουλέκας του Δημητρίου, 1887 - ?), гръцки андартски деец, четник, роден в Горно или Долно Шел[16][17]
- Константин Папаначе (1904 – 1985), арумънски и румънски писател, историк и публицист, роден в Горно или Долно Шел
- Стерие Чюмети (1870 – 1933), румънски инженер, роден в Горно или Долно Шел

### Други
- Стерьос Кукутегос (Капитан Тасос, 1855 – 1947), деец на Гръцката въоръжена пропаганда в Македония, произхождащ от Горно или Долно Шел[18]